# Suela Mëhilli
Suela Mëhilli, född 28 januari 1994 i Vlora, Albanien, är en albansk utförsåkare som tävlar i storslalom och slalom. Hon representerade Albanien i Olympiska vinterspelen 2014 och 2018. Mëhilli var Albaniens första kvinnliga representant i de olympiska vinterspelen.